# Ündes
       Ündes je mongolské jméno a zároveň rodné jméno. Patronymum čínský zápis jména neuvádí.
Ündes (mongolsky: Үндэс) známá pod čínským zápisem Wu Šu-ken (čínsky pchin-jinem Wú Shùgēn, znaky 吴树根; * 26. srpna 1987) je čínská zápasnice – judistka mongolské národnosti.

## Sportovní kariéra
Pochází z mongolské kočovné rodiny. S judem začala ve 13 letech v ajmagu Chjangan v Vnitřním Mongolsku. Připravovala se pod vedením Lu Miao-miaoa a po roce 2010 pod vedením Jang Chung-ťüna. V čínské ženské reprezentaci se pohybovala od roku 2007 v superlehké váze do 48 kg. V roce 2008 uspěla v čínské olympijské nominaci na domácí olympijské hry v Pekingu na úkor zkušenější Kao Feng. V úvodním kole s fenomenální Japonkou Rjóko Taniovou udržela nerozhodný bodový stav po základní hrací dobu, ale hned v úvodní minutě prodloužení nezachytila její ko-soto-gake a spadla do oprav. Z oprav do bojů o medaile nepostoupila. V roce 2012 se kvalifikovala na olympijské hry v Londýně, kde takticky nezvládla čtvrtfinále s Brazilkou Sarah Menezesovou a po dvou penalizacích za pasivitu prohrála na juko. Mezi lety 2015 a 2017 se na mezinárodních turnajích neukazovala. Vrátila se v roce 2018 v pololehké váze do 52 kg.

### Vítězství
- 2007 – 1x světový pohár (Paříž)
- 2010 – 1x světový pohár (Čching-tao)
- 2014 – 1x světový pohár (Düsseldorf)

## Výsledky
| Turnaj            | 2006            | 2007            | 2008            | 2009            | 2010            | 2011            | 2012            | 2013            | 2014            |
| Turnaj            | 19              | 20              | 21              | 22              | 23              | 24              | 25              | 26              | 27              |
| Turnaj            | superlehká váha | superlehká váha | superlehká váha | superlehká váha | superlehká váha | superlehká váha | superlehká váha | superlehká váha | superlehká váha |
| ----------------- | --------------- | --------------- | --------------- | --------------- | --------------- | --------------- | --------------- | --------------- | --------------- |
| Olympijské hry    |                 |                 | úč.             |                 |                 |                 | 7.              |                 |                 |
| Mistrovství světa |                 | úč.             |                 | —               | úč.             | 7.              |                 | —               | —               |
| Asijské hry       | —               |                 |                 |                 | 1.              |                 |                 |                 | 5.              |
| Mistrovství Asie  |                 | —               | —               | —               |                 | —               | 2.              | —               |                 |
| Univerziáda       |                 | —               |                 | —               |                 | —               |                 | —               |                 |
| Akademické MS     | 1.              |                 |                 |                 |                 |                 |                 |                 |                 |
| MS juniorů        | 2.              |                 |                 |                 |                 |                 |                 |                 |                 |